# Stylurus flavipes
Espèce
Statut de conservation UICN

 LC  : Préoccupation mineure

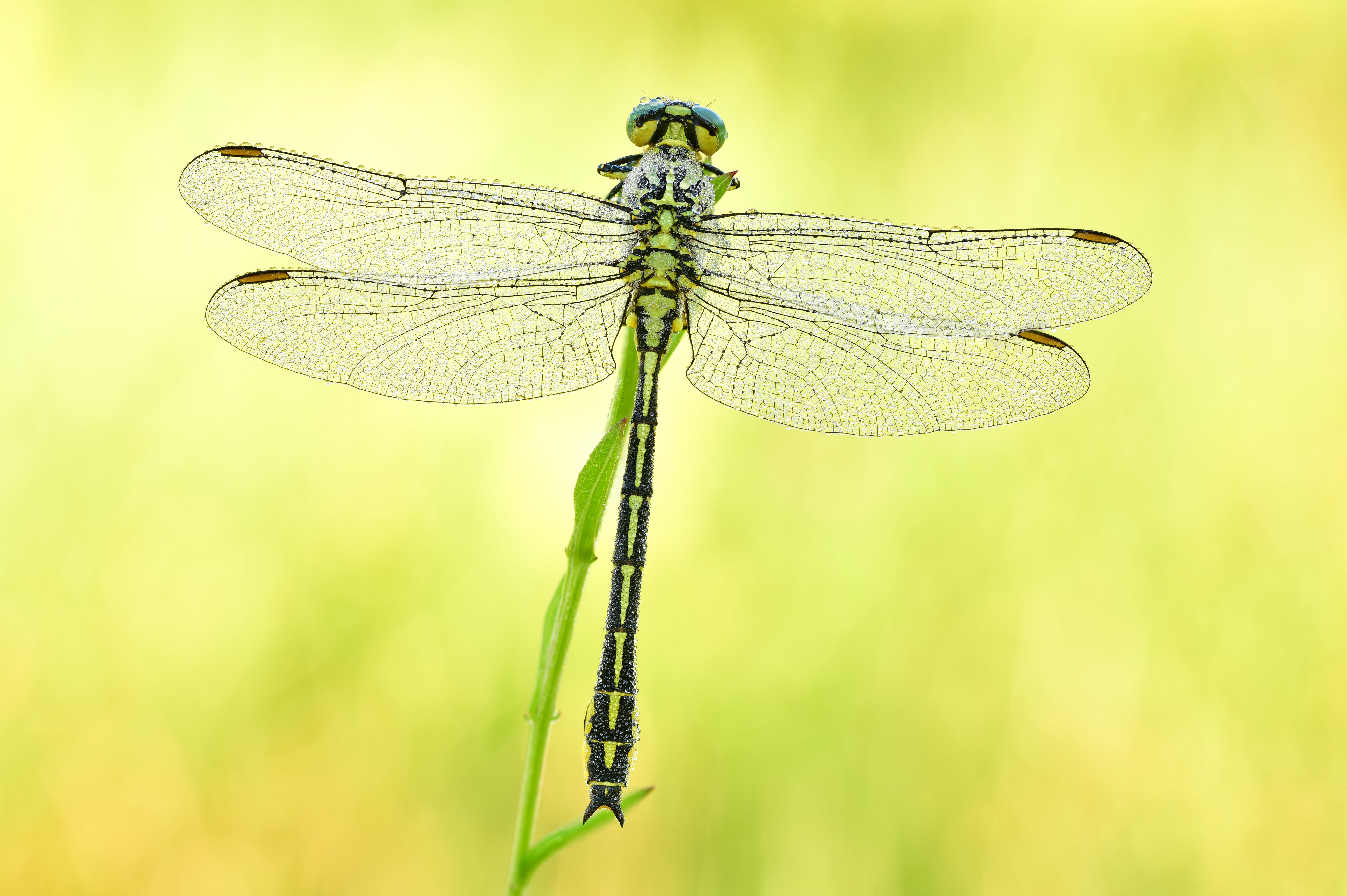
Stylurus flavipes en bord de rivière dans le Brandebourg. Juin 2019.

Le gomphe à pattes jaunes (Stylurus flavipes) est une libellule européenne. Elle vit de préférence au bord des rivières et des grands cours d'eau de bonne qualité ayant un fond sableux dans lequel peut s'enfoncer sa larve, notamment sur les bassins fluviaux de la Loire, de la Saône et du Rhône.
C'est une espèce menacée en Europe.
Elle est longue de 50 à 55 mm. Elle vole de juin à septembre suivant les endroits.